# XII disposizione transitoria e finale della Costituzione italiana
(XII disposizione transitoria e finale della Costituzione della Repubblica Italiana)
La XII disposizione transitoria e finale della Costituzione Italiana vieta la riorganizzazione del Partito Nazionale Fascista.
Pur essendo inserita tra le disposizioni transitorie e finali, ha carattere permanente e valore giuridico pari a quello delle altre norme della Costituzione. Per questo motivo è più corretto parlare, riguardo al primo comma, di XII disposizione finale. Autorevole dottrina sottolinea che la sua collocazione tra le disposizioni transitorie è sorretta da ragioni di mera opportunità e rappresenta un dato puramente formale. Il secondo comma, contenente limitazioni temporanee all'elettorato attivo e passivo per i gerarchi fascisti, ha invece carattere transitorio.

## Obiettivi
La disposizione aveva lo scopo di evitare che, dopo la caduta del regime fascista, questo potesse essere reinstaurato mediante ricostituzione del partito che ne era alla guida.
Il testo, inoltre, introdusse delle limitazioni al diritto di voto e all'eleggibilità dei membri di spicco del disciolto regime, delegandone alla legge ordinaria le modalità, con una dichiarata deroga da quanto previsto dall'art. 48 della Costituzione stessa in tema di universalità del diritto di elettorato attivo e passivo.

## Disciplina generale
La legge 20 giugno 1952, n. 645 (la cosiddetta legge Scelba) in materia di apologia del fascismo, sanziona «chiunque fa propaganda per la costituzione di una associazione, di un movimento o di un gruppo avente le caratteristiche e perseguente le finalità» di riorganizzazione del disciolto partito fascista, e «chiunque pubblicamente esalta esponenti, princìpi, fatti o metodi del fascismo, oppure le sue finalità antidemocratiche».
La legge non è stata ritenuta, da sentenze giurisprudenziali, applicabile a movimenti o esponenti neofascisti che tuttavia accettino la dialettica democratica, come il Movimento Sociale Italiano e la maggioranza dei suoi eredi politici.